# 2003 у Тернополі
| Роки в Тернополі: ← · 2000 · 2001 · 2002 · 2003 · 2004 · 2005 · 2006 · 2007 · 2008 · 2009 · 2010 · 2011 · 2012 · 2013 · 2014 · 2015 · 2016 · 2017 · 2018 · 2019 · 2020 · 2021 · 2022 · 2023 · 2024 Див. також: XIX століття · XX століття |

## Річниці

### Річниці заснування, утворення
- 15 березня — 455 років Тернопільському ставу.
- 4 серпня — 395 років з часу закінчення будівництва церкви Різдва Христового.

## З'явилися
- приватний вищий навчальний заклад «Медичний коледж».
- 19 грудня — видавництво «А-Прінт».